# Christian Wittich
Christian Wittich, modernisiert Christian Wittig, (* 24. Oktober 1638 in Blauenthal; † begraben 9. Februar 1716 in Johanngeorgenstadt) war ein deutscher Unternehmer. Er besaß mehrere Hammerwerke und die Glashütte Oberjugel im westlichen Erzgebirge.

## Leben
Der Sohn des Hammerherrn Caspar Wittich studierte ab 1652 Rechtswissenschaften an der Universität Leipzig, ging 1657 an die Universität Straßburg und 1658 an die Universität Altdorf. 1664 erhielt er von seinem Vater für 300 Taler das Hammerwerk Morgenröthe, das er aber nicht effektiv betreiben konnte. 1672 war es so stark verschuldet, dass er es 1673 für 5.000 Gulden an Wilhelm Gipser, den Hammerherrn des Muldenhammers verkaufen musste. Wittich lebte in dieser Zeit als Handelsmann in Eibenstock. 1689 kaufte er vom sächsischen Kurfürsten Johann Georg III. die Glashütte Oberjugel samt Inventar und Zubehör für 3.200 Gulden. Damit wurde er zum Faktor und gleichzeitig auch zum Erbherr von Ober- und Unterjugel bei Johanngeorgenstadt. 1699 musste sich Wittich in einem Prozess verantworten, weil er auf der Jugel Bretbäume arbeiten, schneiden und die Breter nach der Platten führen ließe. Der Betrieb der Glashütte war zu dieser Zeit nahezu eingestellt. Wittich bemühte sich zu diesem Zeitpunkt vergeblich, die Glashütte dem Rat der Stadt Johanngeorgenstadt zu verkaufen, um bei der Rentkammer in Dresden noch schuldige Gelder der Glashüttenkauf zu erlegen. 1701 war die Glashütte ganz eingangen. Zwei Jahre später verkaufte Wittich die Gebäude der Glashütte und alle damit verbundenen Rechte an den bisherigen Pächter des väterlichen Hammerwerkes Wittigsthal, Matthäus Burchardt. Wittich verließ das Erzgebirge und ging spätestens 1706 nach Wallendorf, wo er Oberfaktor und Richter auf den Hauenbergischen Hammerwerken wurde. Er starb 1716 und wurde in der Stadtkirche von Johanngeorgenstadt begraben.

## Familie
Wittich heiratete am 3. Juli 1665 in Johanngeorgenstadt Anna Gottschald, die Tochter des Wildenthaler Hammerherrn Michael Gottschald. Mit ihr hatte er die Kinder:
- Christiane Marie (* Morgenröthe)

- Magdalene (* Morgenröthe)

- Anna Regine (* Morgenröthe)
- Maria Magdalena Wagner (* 1672)
- Anna Regina Beck (1673–1754)
- Friedrich (*/† 1675 Eibenstock)
- Lorenz (1677–1679)